# Nati nel 1683
| Questa pagina contiene informazioni ricavate automaticamente dalle voci biografiche con l'ausilio del template Bio e di un bot. L'aggiornamento è periodico e automatico e ricostruisce completamente la pagina. Se manca una persona in questa lista, sei pregato di non aggiungerla, ma accertati piuttosto che la sua voce biografica contenga il template Bio e che i dati anagrafici siano correttamente compilati. Se il template Bio manca, inseriscilo tu stesso o, in alternativa, metti l'avviso {{tmp\|Bio}} che ne segnala la mancanza. Se i dati riportati sono sbagliati, correggi direttamente la voce biografica; le modifiche saranno visibili in questa lista entro pochi giorni. Per chiarimenti vedi il progetto biografie. La lista contiene solo le 97 persone che sono citate nell'enciclopedia e per le quali è stato implementato correttamente il template Bio. Pagina aggiornata al 10 giu 2025. |

## Gennaio(4)
- 3 gennaio - Christoph Graupner, compositore e clavicembalista tedesco († 1760)
- 12 gennaio - Maria Antonia del Liechtenstein, principessa austriaca († 1715)
- 14 gennaio - Giuseppe Antonini, geografo italiano († 1765)
- 14 gennaio - Gottfried Silbermann, organaro tedesco († 1753)

## Febbraio(8)
- 1º febbraio - Jean-Baptiste Franque, architetto francese († 1758)
- 2 febbraio - Fortunato Tamburini, cardinale italiano († 1761)
- 4 febbraio - Jean-Baptiste Bénard de la Harpe, esploratore francese († 1765)
- 22 febbraio - Baldassarre Odescalchi, I principe Odescalchi, nobile italiano († 1746)
- 22 febbraio - Zacharias Konrad von Uffenbach, giurista tedesco († 1734)
- 25 febbraio - Jakob Benzelius, arcivescovo luterano e teologo svedese († 1747)
- 27 febbraio - Anne Churchill, nobile britannica († 1716)
- 28 febbraio - René-Antoine Ferchault de Réaumur, scienziato e fisico francese († 1757)

## Marzo(8)
- 1º marzo - Carolina di Brandeburgo-Ansbach, regina († 1737)
- 2 marzo - Hans Reinhold von Fersen, generale e politico svedese († 1736)
- 9 marzo - Bartolomeo Corsini, nobile, politico e diplomatico italiano († 1752)
- 11 marzo - Giovanni Veneziano, compositore italiano († 1742)
- 12 marzo - Alessandro Gregorio Capponi, museologo e nobile italiano († 1746)
- 12 marzo - John Theophilus Desaguliers, scienziato e religioso inglese († 1744)
- 15 marzo - Charles Louis Bretagne de La Trémoille, nobile francese († 1719)
- 24 marzo - Mark Catesby, naturalista inglese († 1749)

## Aprile(2)
- 7 aprile - Henning Bernhard Witter, teologo tedesco († 1715)
- 17 aprile - Johann David Heinichen, compositore tedesco († 1729)

## Maggio(4)
- 6 maggio - Jonathan Wild, criminale inglese († 1725)
- 15 maggio - Cristiano Ludovico II di Meclemburgo-Schwerin, duca († 1756)
- 19 maggio - Burkhard Christoph von Münnich, generale russo († 1767)
- 29 maggio - Antoine Pesne, pittore francese († 1757)

## Giugno(2)
- 2 giugno - Thomas-Simon Gueullette, drammaturgo francese († 1766)
- 24 giugno - Giovan Francesco Gaggini, pittore e artista svizzero († 1768)

## Luglio(5)
- 3 luglio - Edward Young, poeta britannico († 1765)
- 25 luglio - Pieter Langendijk, drammaturgo, poeta e pittore olandese († 1756)
- 26 luglio - Carlo Alberto Guidobono Cavalchini, cardinale e arcivescovo cattolico italiano († 1774)
- 30 luglio - Sofia Albertina di Erbach-Erbach, contessa tedesca († 1742)
- 30 luglio - Pier Giuseppe Sandoni, compositore italiano († 1748)

## Agosto(9)
- 5 agosto - Domenico Canevaro, doge († 1745)
- 12 agosto - Thomas Seitz, stuccatore e scultore tedesco († 1763)
- 18 agosto - Cristiano Ernesto di Sassonia-Coburgo-Saalfeld, duca († 1745)
- 21 agosto - Gabriele Valvassori, architetto italiano († 1761)
- 22 agosto - Antonio Guidi di Bagno, vescovo cattolico italiano († 1761)
- 22 agosto - Ermanno II di Promnitz, principe († 1745)
- 23 agosto - Giovanni Poleni, matematico, fisico e ingegnere italiano († 1761)
- 24 agosto - Meinrad Spieß, compositore tedesco († 1761)
- 26 agosto - Joseph-Dominique d'Inguimbert, arcivescovo cattolico, teologo e archivista francese († 1757)

## Settembre(9)
- 5 settembre - Noël Regnault, gesuita e fisico francese († 1762)
- 6 settembre - Giovan Maria Borsotto, architetto svizzero († 1760)
- 7 settembre - Maria Anna d'Asburgo, regina († 1754)
- 12 settembre - Elisabetta Sofia Maria di Schleswig-Holstein-Sonderburg-Norburg, principessa tedesca († 1767)
- 14 settembre - Giuliano Dami, italiano († 1750)
- 16 settembre - Francesco Colonna di Sciarra, IV principe di Carbognano, nobile italiano († 1750)
- 19 settembre - Lorenz Heister, chirurgo e botanico tedesco († 1758)
- 25 settembre - Jean-Philippe Rameau, compositore, clavicembalista e organista francese († 1764)
- 29 settembre - Sebastiano Nicola Buonaparte, politico italiano

## Ottobre(3)
- 9 ottobre - Armand-Louis de Vignerot du Plessis d'Aiguillon, scrittore e nobile francese († 1750)
- 24 ottobre - Charles Alston, botanico e medico scozzese († 1760)
- 25 ottobre - Charles FitzRoy, II duca di Grafton, nobile e politico inglese († 1757)

## Novembre(4)
- 9 novembre - Ludovico Lante Montefeltro della Rovere, III duca di Bomarzo, nobile italiano († 1727)
- 10 novembre - Giorgio II di Gran Bretagna, re († 1760)
- 12 novembre - Anselm Franz von Ingelheim, vescovo cattolico tedesco († 1749)
- 30 novembre - Ludwig Andreas von Khevenhüller, generale austriaco († 1744)

## Dicembre(5)
- 2 dicembre - Marcello Sacchi, vescovo cattolico italiano († 1746)
- 11 dicembre - Thomas Howard, VIII duca di Norfolk, nobile inglese († 1732)
- 12 dicembre - Francesco Maria Benedetti, compositore e francescano italiano († 1749)
- 19 dicembre - Filippo V di Spagna, re spagnolo († 1746)
- 27 dicembre - Conyers Middleton, storico inglese († 1750)

## Senza giorno specificato(34)
- François d'Agincourt, clavicembalista, organista e compositore francese († 1759)
- Michele Albertini, cantante castrato italiano († 1742)
- Semaan Boutros Awwad, patriarca cattolico libanese († 1756)
- Carlo Bergonzi, liutaio italiano († 1747)
- Jean-Frédéric Bernard, editore e scrittore francese († 1744)
- William Bull, politico statunitense († 1755)
- Ruggero Calbi, medico e poeta italiano († 1761)
- Isidoro Chirulli, presbitero italiano († 1771)
- Nicolas-Antoine Coulon de Villiers, militare francese († 1733)
- Michel III Danican Philidor, compositore francese († 1723)
- Bernardo De Dominici, pittore, storico dell'arte e biografo italiano († 1759)
- Carel van Falens, pittore fiammingo († 1733)
- Thomas Forster, politico e militare inglese († 1738)
- Donato Giuseppe Frisoni, architetto e stuccatore italiano († 1735)
- François Gaviniès, liutaio francese († 1772)
- Giulio Goldoni, medico italiano († 1731)
- Domenico Guarino, pittore e scultore italiano († 1750)
- Ermenegildo Hamerani, medaglista italiano († 1756)
- Zeger Jacob van Helmont, pittore fiammingo († 1726)
- Francis Howard, I conte di Effingham, nobile e militare inglese († 1743)
- Pavel Ivanovič Jagužinskij, politico, diplomatico e nobile russo († 1736)
- Keaweʻīkekahialiʻiokamoku, re († 1719)
- Maria Elisabetta del Liechtenstein, principessa austriaca († 1744)
- Stefano Lomellini, doge († 1753)
- Teodor Lubomirski, nobile polacco († 1745)
- Miyagawa Chōshun, pittore giapponese († 1753)
- Anne Oldfield, attrice teatrale britannica († 1730)
- Domingo Ortíz de Rosas, militare spagnolo († 1756)
- Luciano Rossi, presbitero e poeta italiano († 1754)
- Pierre-Charles Roy, librettista francese († 1764)
- Tsangyang Gyatso, monaco buddhista tibetano († 1706)
- Odoardo Vicinelli, pittore italiano († 1755)
- Jules-Robert de Cotte, architetto francese († 1767)
- Renaud des Marchais, cartografo, esploratore e navigatore francese († 1728)